# Kasia Ioffe
Kasia Ioffe (biał. Кася Іофе znana również jako Ekaterina Kavalionak-Hlukhouskaya, ur. 2 czerwca 1995 w Mińsku) – poetka, krytyk literacki, członkini PEN-Club Białorusi. Finalistka wielu konkursów literackich, laureatka nagrody literackiej Złoty apostrof. Tłumaczy z polskiego, rosyjskiego, białoruskiego, oraz z niemieckiego i jidysz.

## Życiorys
Studiowała w klasie filologicznej liceum Białoruskiego Uniwersytetu Państwowego. Ukończyła Białoruski Uniwersytet Państwowy, licencjat z psychologii medycznej (studiowała psychologię medyczną na Wydziale Filozofii i Nauk Społecznych). Z zawodu jest psychologiem klinicznym ze specjalizacją arteterapii, wykształcenie otrzymała na Białorusi, w Bułgarii, Ukrainie, USA, Indiach. Studiuje na studiach magisterskich Krytykę literacką oraz Judaistykę na Uniwersytecie Jagiellońskim w Krakowie. 
Od 2022 roku jest założycielką i organizatorką ,,Festiwalu Kultury na Emigracji”, który odbywa się corocznie w Krakowie.

## Twórczość
Autorka tomików poezji ,,Biały lew” (2011), i ,,Kiedy drzewa rosną z głowy” (2013).
Jej wiersze są przetłumaczone na język rosyjski, angielski, polski, bułgarski, serbski i ukraiński, publikowane w czasopismach literackich i w zbiorach poezji „Ptaki lekkich obyczajów” (Mińsk, 2011), „To oni a to my” (Moskwa, 2021), „W języku ciszy” (Moskwa, 2021). 
Kasia Ioffe jest finalistką konkursów poetyckich im. Łarysy Geniusz (2009), im. Czesława Miłosza (2011), państwowego konkursu białoruskiej literatury młodzieżowej (2011, nominacja w kategorii Dziedzictwo duchowe) i młodzieżowego konkursu literackiego Bramamar w kategoriach proza i poezja (2014), laureatka dorocznej nagrody literackiej  Złoty apostrof (2020) za najlepszy debiut.
W czerwcu 2022 prowadziła imprezę twórczą „Wielokulturowa Noc Poezji” (Kraków) — wieczór  czytania poezji polskiej, ukraińskiej i białoruskiej, w ramach festiwalu „Kultura na uchodźstwie. Dni solidarności w Willi Decjusza”.